# ローグ・シティ
『ローグ・シティ』（フランス語: Bronx）は、2020年のフランスのアクション映画。監督・脚本はオリヴィエ・マルシャル、出演はラニック・ゴートリ、スタニスラス・メラール、カーリスなど。 2020年10月30日にNetflixで配信が開始された。
マルセイユを舞台に、非合法な方法も駆使してギャング組織を捜査する警察のチームが、長年のライバルユニットと一緒にナイトクラブでの銃撃を調査をするさまを描いている。

## ストーリー
ポール・マランザーノは病院で妻を訪ね、枕で彼女を窒息させ、彼女を悲惨な状態から解放する。
ギャングがパーティーを襲撃し、多数の参加者が殺される。
襲撃メンバーの一人であるリッツォは、防弾チョッキを冷凍庫に隠した。
コスタはリッツォに尋問し、彼が右利きか左利きかを尋ね、頭を叩き、リッツォを窒息させ殺害し、手に銃を添えて、偽装した。
ウィル・カペリアン警部補は酔ったまま女性警官と一緒にドライブするが、謎の襲撃者に銃撃されてしまう。ウィルが職を失うことを恐れて、リチャード・ブロンスキーは彼の代わりに血液検査を受けることを志願するも、不正行為が発覚してしまう。
警察は正体不明の敵との戦いに従事し、その後ウィルに対して有罪の証拠が見つかり、彼は自殺してしまう。
そして、関わったものが全員殺害されて幕を閉じる。

## キャスト
- リシャール・ウロンスキー警部: ラニック・ゴートリ（フランス語版） - マルセイユ警察の犯罪対策課BRI（探索出動班）の隊長。
- ウィル・カペリアン警部補: スタニスラル・メラール - BRI所属。
- マックス・ボウモン: カーリス - BRI所属。
- ザック・ダマト: ダヴィッド・ベル（フランス語版） - BRI所属。
- ジョージズ・カンパーナ警視: パトリック・カタリフォ（フランス語版） - 犯罪対策課のトップ。ウロンスキーの20年来の友人。
- アンジュ・レオネッティ: ジャン・レノ - 新しく赴任した司法警察署長。マリオの元上司。
- マリオ・コスタ: ムーサ・マースクリ（フランス語版） - 犯罪対策課のBRB（強盗鎮圧班）所属。
- カタリナ・バスティアーニ: クラウディア・カルディナーレ - バスティアーニ家の当主。
- カティア・デ・ブリント少佐: カトリーヌ・マルシャル - 情報漏洩の疑いで内部調査を行うために上層部から派遣されている。ウロンスキーの元恋人。
- フランク・ナダル: フランシス・ルノー - 北部を拠点とする麻薬密売の中心人物。
- ゾエ・ウロンスキー: エリカ・サント（フランス語版） - ウロンスキーの妻。身ごもっている。
- サシャ・カペリアン: アンブル・ピエトリ - ウィルの妻だが現在は不仲。
- エレーヌ・リトヴァク: ジャンヌ・ブルノー（フランス語版） - ウロンスキーの知り合い。
- マノン・レオネッティ: バーバラ・オップサマー - 署長の娘で新人警官。BRB所属となる。
- ポール・マランザーノ: ジェラール・ランヴァン - バランコ一味の元リーダー。アルル刑務所に収監されている。バスティアーニ家の兄弟とは対立している。
- ステファン・ヤンコビック: エリック・エブアニー - 薬物取締本部の副本部長。スペイン人の麻薬取引網に潜入していた覆面捜査官が殺され、マルセイユ警察と協力することになる。

## 製作
本作は2019年5月に発表され、ジャン・レノ、ラニック・ゴートリ、スタニスラス・メラール、ダヴィッド・ベルが出演した。同年9月に南フランスで撮影が行われた。

## 公開
『ローグ・シティ』は、2020年10月30日にNetflixによってデジタル配信された。公開の週末には、サイトで2番目にストリーミングされた映画となった。

## 評価
ニューヨーク・タイムズ紙のエリザベス・ヴィンセンテリは「暴力的で、法律を無視するような警官は、いつの時代も売りにくいものであるが、『ローグ・シティ』は彼らの物語を取り巻く状況の変化に気づいていない。彼らは最近ではあまりロマンチックな魅力を持っていないのだ。」と書き、映画に否定的な評価を与えた。